# 한국 피겨스케이팅 선수권 대회

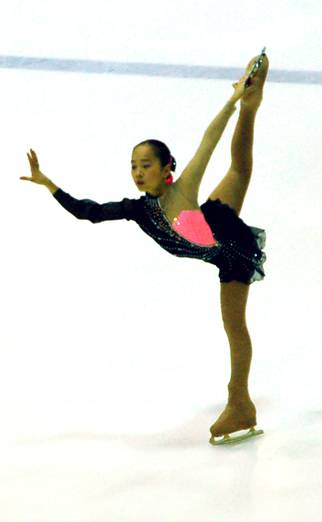

한국 피겨스케이팅 선수권 대회는 한국에서 개최되는 피겨스케이팅 전국 선수권으로, 정식명칭은 '전국남녀 피겨스케이팅 종합선수권대회'이다. 2016년 제70회 대회를 맞았다. 주로 1월 초에 개최된다. 이 대회는 대한빙상경기연맹이 주관한다. 현재 대한빙상경기연맹에서는 이 대회의 결과를 토대로 세계 선수권 시니어와 주니어 부문 출전자를 확정하고 있다.

## 시니어 수상자

### 남자
| 남자싱글 수상자 | 남자싱글 수상자 | 남자싱글 수상자 | 남자싱글 수상자  | 남자싱글 수상자  |
| --------------- | --------------- | --------------- | ---------------- | ---------------- |
| 연도            | 위치            | 금              | 은               | 동               |
| 1955            | 화천            | 이명            | 김종식           | 다른 참가자 없음 |
| 1956            | 연천            | 이해정          | 이유성           | 방명석           |
| 1957            | 서울            | 오경학          | 이해정           | 다른 참가자 없음 |
| 1958            | 철원            | 오경학          | 양두식           | 이유성           |
| 1959            | 연천            | 양두식          | 이유성           | 지절언           |
| 1960            | 서울            | 양두식          | 지절언           | 다른 참가자 없음 |
| 1961            | 서울            | 지절언          |                  |                  |
| 1963            | 서울            | 지절언          | 고용흠           | 신건조           |
| 1964            | 서울            | 고용흠          | 지절언           | 신건조           |
| 1965            | 서울            | 고용흠          | 이광영           | 다른 참가자 없음 |
| 1968            | 서울            | 이광영          | 다른 참가자 없음 | 다른 참가자 없음 |
| 1969            | 서울            | 이광영          | 다른 참가자 없음 | 다른 참가자 없음 |
| 1971            | 서울            | 김훈            | 다른 참가자 없음 | 다른 참가자 없음 |
| 1975            | 서울            | 한수봉          | 다른 참가자 없음 | 다른 참가자 없음 |
| 1977            | 서울            | 한수봉          | 다른 참가자 없음 | 다른 참가자 없음 |
| 1978            | 서울            | 한수봉          | 다른 참가자 없음 | 다른 참가자 없음 |
| 1979            | 서울            | 참가자 없음     | 참가자 없음      | 참가자 없음      |
| 1979            | 서울            | 참가자 없음     | 참가자 없음      | 참가자 없음      |
| 1981            | 서울            | 참가자 없음     | 참가자 없음      | 참가자 없음      |
| 1982            | 서울            | 참가자 없음     | 참가자 없음      | 참가자 없음      |
| 1983            | 서울            | 참가자 없음     | 참가자 없음      | 참가자 없음      |
| 1983            | 서울            | 조재형          | 다른 참가자 없음 | 다른 참가자 없음 |
| 1987            | 서울            | 정성일          |                  |                  |
| 1990            | 서울            | 정성일          |                  |                  |
| 1992            | 서울            | 정성일          | 김세열           |                  |
| 1994            | 서울            | 정성일          | 이규현           |                  |
| 1995            | 서울            | 정성일          | 이규현           | 김세진           |
| 1996            | 서울            | 이규현          | 다른 참가자 없음 | 다른 참가자 없음 |
| 1997            | 서울            | 이규현          | 진윤기           | 다른 참가자 없음 |
| 1998            | 서울            | 이규현          | 다른 참가자 없음 | 다른 참가자 없음 |
| 1999            | 서울            | 이규현          | 다른 참가자 없음 | 다른 참가자 없음 |
| 2000            | 서울            | 이규현          | 다른 참가자 없음 | 다른 참가자 없음 |
| 2001            | 서울            | 이규현          | 다른 참가자 없음 | 다른 참가자 없음 |
| 2002            | 서울            | 이규현          | 다른 참가자 없음 | 다른 참가자 없음 |
| 2003            | 서울            | 이규현          | 이동훈           | 다른 참가자 없음 |
| 2004            | 서울            | 이동훈          | 다른 참가자 없음 | 다른 참가자 없음 |
| 2005            | 서울            | 이동훈          | 다른 참가자 없음 | 다른 참가자 없음 |
| 2006            | 서울            | 이동훈          | 다른 참가자 없음 | 다른 참가자 없음 |
| 2007            | 서울            | 이동훈          | 다른 참가자 없음 | 다른 참가자 없음 |
| 2008            | 고양            | 이동훈          | 다른 참가자 없음 | 다른 참가자 없음 |
| 2009            | 고양            | 김민석          | 이동훈           | 다른 참가자 없음 |
| 2010            | 서울            | 김민석          | 이동원           | 다른 참가자 없음 |
| 2011            | 서울            | 이동원          | 김민석           | 이준형           |
| 2012            | 서울            | 김진서          | 이준형           | 김민석           |
| 2013            | 서울            | 이준형          | 김진서           | 이동원           |
| 2014            | 고양            | 김진서          | 이준형           | 이동원           |
| 2015            | 서울            | 이준형          | 김진서           | 차준환           |
| 2016            | 서울            | 이준형          | 김진서           | 차준환           |
| 2017            | 강릉            | 차준환          | 김진서           | 이시형           |
| 2018            | 서울            | 차준환          | 김진서           | 이준형           |
| 2019            | 서울            | 차준환          | 이준형           | 이시형           |
| 2020            | 의정부          | 차준환          | 이시형           | 이준형           |
| 2021            | 의정부          | 차준환          | 이시형           | 차영현           |
| 2022            | 의정부          | 차준환          | 이시형           | 경재석           |
| 2023            | 의정부          | 차준환          | 김현겸           | 서민규           |
| 2024            | 의정부          | 차준환          | 이시형           | 서민규           |

### 여자
| 여자 싱글 수상자 | 여자 싱글 수상자 | 여자 싱글 수상자 | 여자 싱글 수상자 | 여자 싱글 수상자 |
| ---------------- | ---------------- | ---------------- | ---------------- | ---------------- |
| 연도             | 위치             | 금               | 은               | 동               |
| 1955             | 화천             | 홍용명           | 조정근           | 다른 참가자 없음 |
| 1956             | 연천             | 홍용명           | 조정근           | 김정자           |
| 1957             | 서울             | 조정근           |                  |                  |
| 1958             | 철원             | 조정근           | 김정자           | 원문희           |
| 1959             | 연천             | 조정근           | 이덕희           | 원문희           |
| 1960             | 서울             | 김정자           | 이덕희           |                  |
| 1961             | 서울             | 김정자           |                  |                  |
| 1963             | 서울             | 정남옥           | 이덕희           | 김혜경           |
| 1964             | 서울             | 정남옥           | 김혜경           | 이덕희           |
| 1965             | 서울             | 김혜경           | 정남옥           | 이현주           |
| 1967             | 서울             | 이현주           | 김혜경           |                  |
| 1968             | 서울             | 이현주           | 김혜경           | 김영희           |
| 1969             | 서울             | 이현주           | 윤효진           | 김영희           |
| 1971             | 서울             | 장명수           | 이인숙           | 윤효진           |
| 1972             | 서울             | 장명수           | 이부용           |                  |
| 1974             | 서울             | 장명수           | 윤효진           | 이인숙           |
| 1975             | 서울             | 윤효진           | 이현주           | 홍혜경           |
| 1975             | 서울             | 윤효진           | 이현주           | 홍혜경           |
| 1977             | 서울             | 이현주           | 윤효진           | 주영순           |
| 1978             | 서울             | 주영순           | 신혜숙           | 이부용           |
| 1979             | 서울             | 신혜숙           | 주영순           | 임혜경           |
| 1979             | 서울             | 신혜숙           | 주영순           | 윤효진           |
| 1981             | 서울             | 임혜경           |                  |                  |
| 1982             | 서울             | 임혜경           |                  |                  |
| 1983             | 서울             | 임혜경           |                  |                  |
| 1983             | 서울             | 김혜성           | 임혜경           |                  |
| 1986             | 서울             | 변성진           |                  |                  |
| 1987             | 서울             | 변성진           | 고성희           |                  |
| 1988             | 서울             | 변성진           | 지현정           | 고성희           |
| 1989             | 서울             | 변성진           |                  |                  |
| 1990             | 서울             | 이은희           | 변성진           |                  |
| 1992             | 서울             | 이은희           |                  |                  |
| 1994             | 서울             | 박분선           | 김희진           |                  |
| 1995             | 서울             | 박분선, 최형경   |                  |                  |
| 1997             | 서울             | 정민주           | 최형경           | 박분선           |
| 1998             | 서울             | 신예지 (A)       |                  | 최영은           |
| 1999             | 서울             | 신예지 (A)       |                  | 이주홍           |
| 2000             | 서울             | 박빛나           | 이주홍           |                  |
| 2001             | 서울             | 박빛나           |                  | 이주홍           |
| 2002             | 서울             | 신예지 (A)       | 이선빈           | 최영은           |
| 2003             | 서울             | 김연아           | 박빛나           | 최지은           |
| 2004             | 서울             | 김연아           | 박빛나           | 최지은           |
| 2005             | 서울             | 김연아           | 최지은           | 김채화           |
| 2006             | 서울             | 김연아           | 최지은           | 신예지 (B)       |
| 2007             | 서울             | 김채화           | 신예지 (B)       | 최지은           |
| 2008             | 고양             | 김나영           | 김현정           | 김채화           |
| 2009             | 고양             | 김나영           | 김현정           | 김채화           |
| 2010             | 서울             | 김해진           | 곽민정           | 박소연           |
| 2011             | 서울             | 김해진           | 박소연           | 곽민정           |
| 2012             | 서울             | 김해진           | 박소연           | 최다빈           |
| 2013             | 서울             | 김연아           | 박소연           | 최다빈           |
| 2014             | 고양             | 김연아           | 박소연           | 김해진           |
| 2015             | 서울             | 박소연           | 최다빈           | 안소현           |
| 2016             | 서울             | 유영             | 최다빈           | 임은수           |
| 2017             | 강릉             | 임은수           | 김예림           | 김나현           |
| 2018             | 서울             | 유영             | 최다빈           | 임은수           |
| 2019             | 서울             | 유영             | 임은수           | 이해인           |
| 2020             | 의정부           | 유영             | 이해인           | 김예림           |
| 2021             | 의정부           | 김예림           | 윤아선           | 이해인           |
| 2022             | 의정부           | 유영             | 김예림           | 이해인           |
| 2023             | 의정부           | 신지아           | 김예림           | 이해인           |
| 2024             | 의정부           | 신지아           | 이해인           | 김채연           |

### 아이스댄싱
| 아이스 댄싱 수상자 | 아이스 댄싱 수상자           | 아이스 댄싱 수상자           | 아이스 댄싱 수상자           | 아이스 댄싱 수상자           |
| ------------------ | ---------------------------- | ---------------------------- | ---------------------------- | ---------------------------- |
| 연도               | 위치                         | 금                           | 은                           | 동                           |
| 1998               |                              |                              | 양태화 / 이천군              | 김혜민 / 김민우              |
| 1999               |                              | 양태화 / 이천군              | 김혜민 / 김민우              |                              |
| 2000               |                              | 양태화 / 이천군              | 김혜민 / 김민우              |                              |
| 2001               |                              | 양태화 / 이천군              | 김혜민 / 김민우              |                              |
| 2002               | 서울                         | 양태화 / 이천군              | 김혜민 / 김민우              |                              |
| 2003               | 서울                         | 김혜민 / 김민우              |                              |                              |
| 2004               | 서울                         | 김혜민 / 김민우              |                              |                              |
| 2005               | 서울                         | 김혜민 / 김민우              |                              |                              |
| 2006-2013          | 아이스댄싱부문이 열리지 않음 | 아이스댄싱부문이 열리지 않음 | 아이스댄싱부문이 열리지 않음 | 아이스댄싱부문이 열리지 않음 |
| 2014               | 고양                         | 민유라 / 티모시 콜레토       |                              |                              |
| 2015               | 아이스댄싱부문이 열리지 않음 | 아이스댄싱부문이 열리지 않음 | 아이스댄싱부문이 열리지 않음 | 아이스댄싱부문이 열리지 않음 |
| 2016               | 서울                         | 김레베카 / 키릴 미노프       | 민유라 / 알렉산더 겜린       | 이호정 / 감강인              |
| 2017               | 강릉                         | 민유라 / 알렉산더 겜린       | 이호정 / 감강인              |                              |
| 2018               | 서울                         | 민유라 / 알렉산더 겜린       |                              |                              |
| 2019               | 서울                         | 아이스댄싱부문이 열리지 않음 | 아이스댄싱부문이 열리지 않음 | 아이스댄싱부문이 열리지 않음 |

## 참조
- ISU Communication No. 1119: Nationals Results 2000/2001
- ISU Communication No. 1271: Nationals Results: 2003/2004